# Coleophora bagorella
Coleophora bagorella is een vlinder uit de familie kokermotten (Coleophoridae). De wetenschappelijke naam is voor het eerst geldig gepubliceerd in 1977 door Falkovitsh.
De soort komt voor in Europa.